# (6233) Kimura
(6233) Kimura est un astéroïde de la ceinture principale.

## Description
(6233) Kimura est un astéroïde de la ceinture principale. Il fut découvert le 8 février 1986 à Nasukarasuyama par Shigeru Inoda et Takeshi Urata. Il présente une orbite caractérisée par un demi-grand axe de 2,79 UA, une excentricité de 0,18 et une inclinaison de 6,8° par rapport à l'écliptique.

## Compléments